# مسجد جامع چالشتر
مسجد جامع چالشتر، بنایی تاریخی مربوط به دوره قاجار است و در شهرستان شهرکرد، شهرکرد، منطقه چالشتر واقع شده و این اثر در تاریخ ۱۲ آذر ۱۳۷۵ با شمارهٔ ثبت ۱۷۷۹ به‌عنوان یکی از آثار ملی ایران به ثبت رسیده است. در کتیبه سردر غربی مورخ به سال ۱۲۳۰ ش (۱۲۶۷ ق) ، نام میرزا اسماعیل کاشی پز اصفهانی، سازنده تزیینات سردر، دیده می شود و در کتیبه ی منبر چوبی نام خطاط آن عبدالرحیم آمده است.در چوبی ضلع غربی را استاد ناصر چالشتری و به دستور محمدرضا خان چالشتری ساخته است.جنس بنا از سنگ، آجر و کاشی است. و دارای چهار ایوان و شبستان و حوضخانه، تطهیرحانه و سردر ورودی است

## بنای مسجد
مسجد جامع چالشتر داخل قلعه قدیمی وجنب بقایای قلعه های خوانین (ستوده و رحیم خان) واقع شده که خانه بیات نیز متصل به قلعه ودر یک مجموعه قرار دارند. این مسجد بر اساس کاشی کتیبه دار ایوان شمالی و ماده تاریخ سر درب غربی به سال ۱۲۶۷ ه. ق ( احتمالا تاریخ اتمام بنا ) به دستور محمد رضا خان ستوده ریاحی، حاکم چهارمحال و یکی از خوانین چالشتر ساخته شده است که ایشان در سال ۱۲۷۰ ه.ق مسجد جامع شهرکرد معروف به مسجد خان را نیز ساخته است. بنای فوق دارای شبستان زمستانه و بهاره وایوان شمالی و رواقهای ستوندار شرقی وغربی میباشد. کاشیهای کتیبه ای با آیات قرآنی گل و گلدان ونقوش اسلیمی و ختائی وآجرکاریهای مختلف از تزئنات بکار رفته در بنا محسوب میگردند .